# Himantopus
Himantopus is een geslacht van vogels uit de familie kluten (Recurvirostridae). 

## Kenmerken
Het zijn slanke zwart-witte vogels met lange dunne poten. 

## Leefwijze
Ze foerageren op kleine dierlijke organismen en nestelen in losse kolonies op de grond.

## Verspreiding en leefgebied
Ze komen voor in drasland met zoet, brak of zout water meestal in gebieden met een warm klimaat. 

## Taxonomie
Vaak worden nog slechts twee soorten onderscheiden, de steltkluut (H. himantopus sensu lato) en de zwarte steltkluut (H. novaezelandiae). De Australische, Zuid-Amerikaanse en Amerikaanse steltkluut worden dan als ondersoorten van de steltkluut beschouwd. Op de IOC World Bird List staan vijf soorten.

### Soortenlijst
- Himantopus himantopus – Steltkluut
- Himantopus leucocephalus – Australische steltkluut
- Himantopus melanurus – Zuid-Amerikaanse steltkluut
- Himantopus mexicanus – Amerikaanse steltkluut
- Himantopus novaezelandiae – Zwarte steltkluut